# Бустаманте, Мануэль Басилио
Басилио Мануэль Бустаманте Пирис (исп. Manuel Basilio Bustamante Piris; 20 июня 1785 — 11 ноября 1863) — уругвайский военный и политик, занимал пост президента Уругвая с 10 сентября 1855 года по 15 февраля 1856 года.

## Биография
В молодости был военным; некоторое время прожил в Буэнос-Айресе, где входил в состав городского совета.
После образования независимого государства Уругвай в 1830—1834 годах был членом Палаты представителей его парламента в качестве депутата от департамента Колония. Второй срок в качестве депутата он представлял департамент Сорьяно, третий — департамент Мальдонадо. Затем он стал сенатором, в 1841—1843 годах опять же представляя департамент Мальдонадо, а в 1854—1860 годах — департамент Пайсанду.
В это время в 1855 году произошла Революция консерваторов, отстранившая от власти президента Флореса. После революции Бустаманте в течение нескольких месяцев находился во главе исполнительной власти.